# Enciso (Spagna)
Enciso è un comune spagnolo di 170 abitanti situato nella comunità autonoma di La Rioja.